# Увлечение (фильм)
«Увлечение» (англ. The Crush) — американский психологический триллер 1993 года Алана Шапиро по его же сценарию. Первая роль Алисии Сильверстоун в большом кино.

## Сюжет
28-летний репортёр Ник Элиот получает новую работу в модном журнале. В поисках жилья в новом городе, он изучает различные предложения в газете с объявлениями. В конце концов, он останавливается на гостевом домике богатой семьи Форрестер. Там Ник знакомится с 14-летней дочерью семейства Эдриан. Молодая девушка влюбляется в мужчину и постоянно крутится возле него. Однажды она даже редактирует на компьютере Ника статью, которую тот готовит для журнала.
Семейство Форрестер устраивает у себя дома приём, куда приглашает и Ника. Там Ник наблюдает, как Эдриан играет на рояле. После этого девушка просит, чтобы Ник отвёз её кое-куда на своей машине. Эдриан приводит Ника на маяк, где целует. В другой раз Ник поднимается в комнату Эдриан, когда ищет свою фотографию, и случайно наблюдает за тем, как девушка переодевается. Позже Ник пытается объяснить Эдриан, что он в два раза старше неё, а та вообще несовершеннолетняя, поэтому ничего между ними быть не может. У Ника тем временем завязываются отношения с Эми, девушкой-фотографом с работы.
Кто-то нацарапывает ругательства на машине Ника. Тот подозревает, что это сделала Эдриан. Шайенн, подруга Эдриан, хочет что-то рассказать Нику, но не успевает, так как падает с лошади и оказывается в больнице. Эдриан, таким образом, устроила «несчастный случай» своей подруге, плохо застегнув седло. Когда Ник приводит к себе Эми и та остаётся у него ночевать, Эдриан подсматривает за ними. После этого Эдриан запирает Эми в её сарае-фотолаборатории, а в вентиляцию забрасывает осиное гнездо.
Ник решает съехать из дома Форрестеров, но Эдриан обвиняет его в сексуальном насилии над ней и того арестовывают. Начальству Ника удаётся до суда вытащить его из тюрьмы, но обвинения против него очень серьёзные. Эдриан использовала презерватив Ника, который нашла в его мусоре. Шайенн рассказывает Нику, что ранее уже был случай, когда Эдриан влюбилась в вожатого в лагере, а затем тот неожиданно умер, чем-то отравившись. Она также рассказывает, что Эдриан ведёт дневник, куда всё записывает, поэтому если его найти, то с него снимут все обвинения.
Ник собирает вещи, когда обращает внимание, что в доме Форрестеров кто-то есть, хотя в тот вечер вся семья должна была быть в отъезде. Он подозревает, что это Шайенн ищет дневник, и отправляется туда, чтобы забрать её, так как эти делом должна заниматься полиция. Шайенн оказывается связанной на чердаке, а на Ника нападает Эдриан, которой удаётся столкнуть его со второго этажа. Позже к драке присоединяется и подоспевший отец Эдриан. В конечном итоге Эдриан оглушает своего отца, а Нику удаётся нокаутировать девушку.
Ника оправдывают, и он переезжает жить к Эми. Эдриан же попадает в сумасшедший дом. Оттуда она без конца пишет письма Нику. Девушка объясняет врачу, что ей было бы легче, если бы тот простил её.

## В ролях
- Кэри Элвес — Ник Элиот
- Алисия Сильверстоун — Эдриан Форрестер
- Дженнифер Рубин — Эми Мэддик
- Кертвуд Смит — Клифф Форрестер
- Гвинит Уолш — Лив Форрестер
- Эмбер Бенсон — Шайенн
- Мэттью Уолкер — Майкл

## Производство
Сюжет фильма был частично вдохновлён историей, которая произошла с самим Аланом Шапиро. У него в жизни был случай, когда молодая девушка была влюблена в него. Первоначально в фильме он даже использовал её настоящее имя Дариан. Однако, когда отец этой девушки узнал об этом, он пригрозил кинокомпании судом. Шапиро пришлось менять имя главной героини на Эдриан, хотя весь фильм к этому моменту уже был снят. Моменты, когда персонажи произносят имя главной героини, были переозвучены, причём на переозвучку не стали приглашать оригинальных актёров.
Алан Шапиро рассказывал, что во время работы над фильмом между ним и студией произошёл раскол. Он стремился наполнить свой сценарий чёрным юмором, легкомыслием и непринужденностью, а студия хотела серьёзный психологический триллер.

## Приём
Критики плохо приняли фильм. На сайте Rotten Tomatoes рейтинг «свежести» фильма составляет 27 %, на Metacritic — 34 балла из 100. Критики отмечали нелепость и неправдоподобность сюжета. По их мнению, фильм похож на «Роковое влечение» (1987), но для подростков. Отмечались визуальные отсылки на «Лолиту» (1962) Стэнли Кубрика.
На MTV Movie Awards 1994 Алисия Сильверстоун получила награды «Прорыв года» и «Лучший злодей». На этой церемонии у 16-летней Сильверстоун ещё была номинация «Самая желанная женщина», но в тот раз актриса эту награду не получила. Она получит её через несколько лет на MTV Movie Awards 1996 за фильм «Бестолковые» (1995).